# Friedrich Eichwede
Friedrich Wilhelm Eduard Kurt Eichwede (* 2. Oktober 1877 in Hannover; † 25. November 1938 in Düsseldorf) war ein deutscher Jurist und Abgeordneter des Provinziallandtages der Provinz Hessen-Nassau.

## Leben
Friedrich Wilhelm Eduard Kurt Eichwede wurde als Sohn des Werkdirektors Heinrich Karl Christian Eichwede und dessen Gemahlin Friederieke Julie Elvira Haniel geboren. Nach dem Abitur in Berlin absolvierte er ein Studium der Rechtswissenschaften und promovierte zum Dr. jur. Während seines Studiums wurde er 1897 Mitglied der Studentenverbindung Germania Lausanne. Im Oktober 1899 seinen Militärdienst beim Husaren-Regiment Nr. 7 und später beim  Kürassier-Regiment Nr. 8 leisten musste, war er für kurze Zeit in Düsseldorf als Anwalt tätig. Eichwede nahm am Ersten Weltkrieg als Kommandant des Stabsquartiers der 45. Reservedivision teil. In den Jahren 1930 und 1931 war er Mitglied des Stahlhelm und trat zum 1. Oktober 1931 in die NSDAP ein (Mitgliedsnummer 654.722). Im Mai 1937 wurde er Mitglied der SS und hier Oberscharführer (Feldwebelrang).
1933 war er Abgeordneter des Kurhessischen Kommunallandtages des preußischen Regierungsbezirks Kassel, aus dessen Mitte er zum Abgeordneten des Provinziallandtages der Provinz Hessen-Nassau bestimmt wurde. Er war Mitglied des Reichsnährstandes und Kreisbauernführer im Landkreis Hersfeld-Rotenburg.

## Auszeichnungen
- Ehrenkreuz für Frontkämpfer
- Eisernes Kreuz I. und II. Klasse

## Sonstiges
Von seinen Großeltern übernahm er ein Forstgut am Rhein und lernte dort Land- und Forstwirtschaft. Dieses Gut verkaufte er an seine Schwester und erwarb mit dem Verkaufserlös ein Gut in Vorpommern. 1925 kaufte er den Wilhelminenhof bei Rotenburg/Fulda, als er das vorpommersche Gut verkauft hatte.